# Apollo Vredestein BV
Apollo Vredestein B.V. is een Nederlandse fabrikant van luchtbanden voor onder andere auto's, landbouwvoertuigen en fietsen. Het bedrijf is gevestigd in Amsterdam en Enschede en onderdeel van het Indiase Apollo Tyres Ltd. Het produceert jaarlijks ongeveer zes miljoen banden onder de merknamen 'Apollo' en 'Vredestein'. De meeste banden worden verkocht in de vervangingsmarkt. Vredestein levert een klein deel direct aan autofabrikanten.

## Geschiedenis

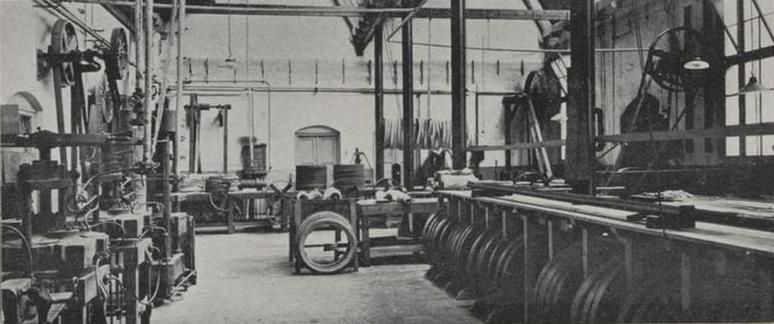
Vredesteinfabriek in Loosduinen in 1914

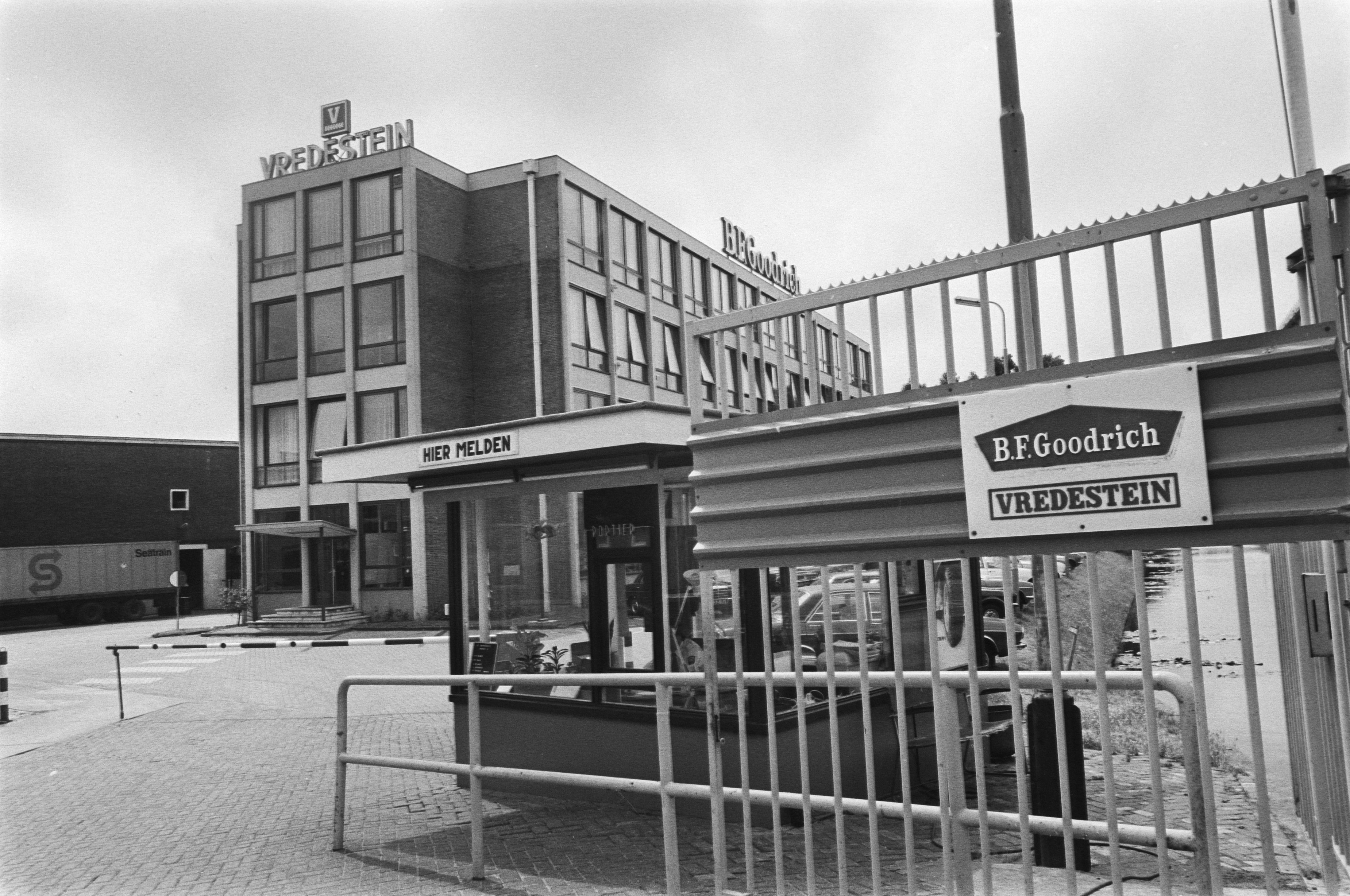
Bandenfabriek Vredestein in Loosduinen in 1976

Op 6 november 1908 werd Emile Louis Constant Schiff eigenaar van de Nederlandse Guttapercha Maatschappij in Delft. De maatschappij was vernoemd naar de grondstof die aanvankelijk werd gebruikt voor rubberproducten guttapercha, een harde rubberachtige substantie gemaakt van het melksap van een tropische boom uit Indonesië. Het bedrijf maakte allerlei producten, zoals schoenhakken, tennisballen, vloerbedekking, matrassen, laarzen (onder de merknaam Rupax) en binnenballen voor voetballen. In 1909 verhuisde de fabriek naar het terrein van de voormalige groentekwekerij Vredestein in Loosduinen en kreeg de naam N.V. Rubberfabriek Vredestein. Er waren toen 8 medewerkers, onder wie twee Duitsers. Het tienjarig bestaan in 1919 werd met 700 personeelsleden gevierd, vervolgens brak er een algemene crisis uit en verminderde het personeel tot 285. Op 13 september 1934 ging het grootste deel van de fabriek in Loosduinen in vlammen op. Meteen daarna werd met de wederopbouw begonnen. In dit jaar werd ook een fietsbandenfabriek in Doetinchem opgericht. Rond 1940 waren er bijna 400 arbeid(st)ers werkzaam. 
In 1946 werd de N.V. Nederlandsch-Amerikaansche Autobanden-fabriek Vredestein in Enschede opgericht. Het Amerikaanse autobandenbedrijf B.F. Goodrich had ruim 20% van de aandelen. Een klein jaar later legde Schiff de eerste steen van de fabriek in Enschede. Doordat het vinden van goed personeel in het oosten van het land in de jaren vijftig lastig was, werd besloten huisvesting voor personeel te bouwen.
In 1959 werd de rubberfabriek Radium in Maastricht overgenomen. De groei van het bedrijf zette zich in 1962 door toen het bedrijf fuseerde met de N.V. Rubberfabrieken Hevea in Raalte en Heveadorp, waarna een grote reorganisatie volgde. De schuimrubberafdeling in Heveadorp verhuisde naar Maastricht; na de brand in 1967 in Heveadorp werd ook de fabricage van polyetherschuim overgebracht naar Maastricht. De productie van fietsbanden in Maastricht werd verplaatst naar andere Vredesteinfabrieken. In 1971 werd het bedrijf 100% eigendom van B.F. Goodrich in Amerika. Begin jaren zeventig vonden de Vredestein-producten hun weg naar 125 verschillende landen.
Onder invloed van de mondialisering legde Vredestein Banden B.V. zich sinds de jaren 1970 meer toe op de productie van autobanden, agrarische en industriële banden, en banden voor tweewielers. Het merk Vredestein verwierf ook buiten Nederland bekendheid. Door de oliecrisis van 1973 waren fusies in de bandenindustrie aan de orde van de dag. De Nederlandse staat nam in 1976 49% van de aandelen van B.F. Goodrich over. Twee procent was in handen van de Stichting tot voortzetting van Vredestein. De overige 49% bleef in bezit van B.F. Goodrich, maar werd in 1979 voor een symbolisch bedrag overgenomen door de Stichting, wat de redding betekende voor Vredestein.
In 1978 werd de fabriek in Maastricht verzelfstandigd onder de naam Radium Foam. In 1979 werden door Vredestein de vestigingen Loosduinen en Heveadorp gesloten en samengevoegd in een nieuwe fabriek in Renkum. Bedoeling was Heveadorp te verkopen en het geld voor de bouw van deze fabriek te gebruiken. Verkoop lukte echter niet. Hierbij bleef het dorp Heveadorp, dat fabriekseigendom was, als een molensteen om de nek van het bedrijf hangen.
In 1985 werd de wielerploeg Gazelle-Vredestein opgericht in Doetinchem met onder anderen Erik Breukink. In 1993 had de Vredesteinploeg zijn eerste grote sportieve succes: Leontien van Moorsel werd wereldkampioen op de weg in Oslo. Later volgden ook andere successen met onder andere Cadel Evans en Robby McEwen.
In 2008 vierde Vredestein zijn honderdjarig bestaan. Vredestein werd in 2009 overgenomen door het Indiase bedrijf Apollo Tyres. De bedrijfsnaam werd daarbij veranderd in Apollo Vredestein BV.
Eind januari 2013 heeft Apollo Tyres haar nieuwe hoofdkwartier voor de ontwikkeling van personenwagenbanden in Enschede geopend. Daar worden de personenwagenbanden van alle merken die Apollo wereldwijd voert, inclusief Vredestein, ontworpen en getest.
In 2015 werd aangekondigd dat het hoofdkantoor van Enschede naar Amsterdam zou verhuizen. De reden hiervoor was het aantrekken van meer personeel en de kortere afstand tot Schiphol.
In 2017 opende moederbedrijf Apollo Tyres een nieuwe fabriek in Hongarije, later werd deze fabriek overgeheveld naar Apollo Vredestein. Hierdoor is de productie van personenwagenbanden in Enschede drastisch verlaagd. Waar in 2016 nog 18.000 banden per dag geproduceerd werden, was dat in 2020 11.000 banden per dag.
In maart 2020 kondigde Apollo Vredestein het massaontslag aan van 750 werknemers van de fabriek in Enschede on 2021. De reden was dat Apollo Vredestein zich wilde toeleggen op de productie van landbouwbanden en specifieke grotere maten, die meer winstgevend zijn. De productie van kleinere bandenmaten verhuisde van de fabriek in Enschede naar de fabriek in Hongarije.
In 2025 werd bekend dat de vestiging in Enschede gaat sluiten. Over ruim een jaar wordt de productie gestaakt en gaan banen voor ongeveer 500 werknemers verloren.

## Profilering

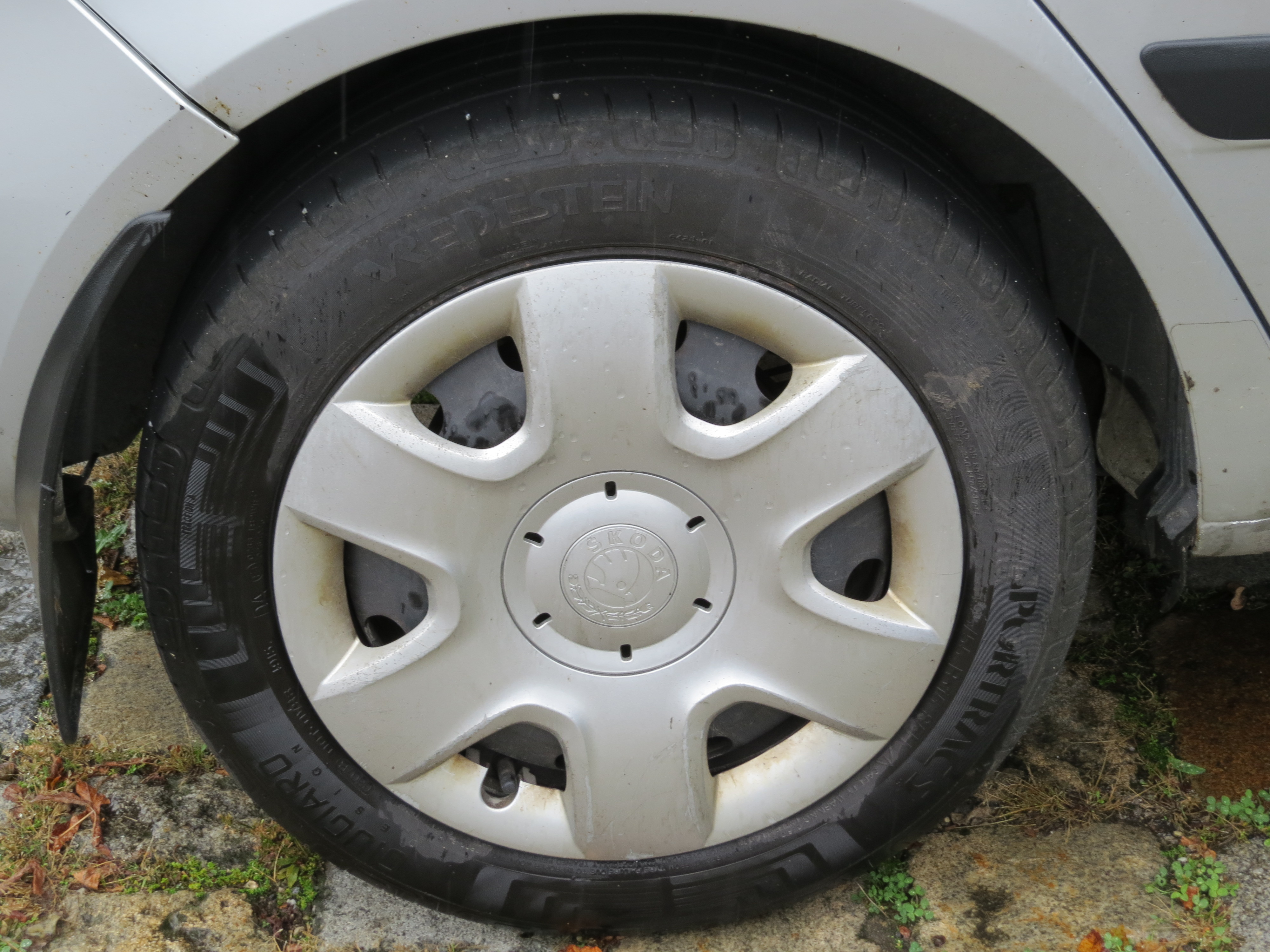
Vredestein Sportrac 5 195/55 R 15 (2017)

Vredestein profileert zich als A-merk in de bandenbranche. Andere merken die zich als A-merk profileren zijn Michelin en Continental. Ook op het gebied van tweewielerbanden profileert Vredestein zich als A-merk, niet alleen op recreatief niveau, maar ook op topsportniveau. Voor racefietsbanden werkte Vredestein nauw samen met het professionele wielerteam van Vacansoleil DCM. Op het gebied van mountainbikebanden werkte het bedrijf samen met het Rabobank-Giant offroadteam. Beide teams reden hun wedstrijden op en testten Vredestein-banden.

## Vestigingen
Een groot deel van de productie vindt nog steeds plaats in het Nederlandse Enschede. Jaarlijks worden daar zo'n zes miljoen zomer-, winter-, allseason en space-master banden (zogeheten thuisbrengers voor het topsegment merk auto's) gefabriceerd, niet alleen van het merk Vredestein, maar ook van het merk Maloya. Naast de vestiging in Enschede waar de productie plaatsvindt en Amsterdam  waar het hoofdkantoor is gevestigd, heeft het bedrijf meerdere verkoopkantoren in Europa en de VS:
- Apollo Vredestein B.V., Amsterdam (NL)
- Apollo Vredestein Nederland B.V., Enschede (NL)
- Apollo Vredestein GmbH, Vallendar (DE)
- N.V. Apollo VredesteinBeLux S.A.,Bruxelles (BE)
- Apollo Vredestein Ges. m.b.H., Wenen (AU)
- Apollo Vredestein Schweiz AG, Baden (CH)
- Apollo Vredestein Italia S.R.L., Rimini (IT)
- Apollo Vredestein France S.A. Paris (FR)
- Apollo Vredestein Ltd London (UK)
- Apollo VredesteinIberica S.A. Cityparc. EdificioBruselas. Barcelona (ES)
- Apollo Vredestein Tyres North America Inc., Metuchen (USA)
- Apollo VredesteinDäck AB, HisingsBacka (SW)
- Apollo VredesteinNorge A/S, HisingsBacka (SW)
- Apollo Vredestein Kft. Budapest (HU)
- Apollo Vredestein Polska Sp. Z.O.O. Warszawa (PO)
- Apollo Vredestein Export, Enschede (NL)